# Subtropisk konvergens
Subtropisk konvergens en ansamling och nedpressning av ytvatten i centrum av de stora oceana virvlarna norr och söder om ekvatorn. Den orsakas av de anticyklona vindsystemen.